# Die Wacht Am Rhein

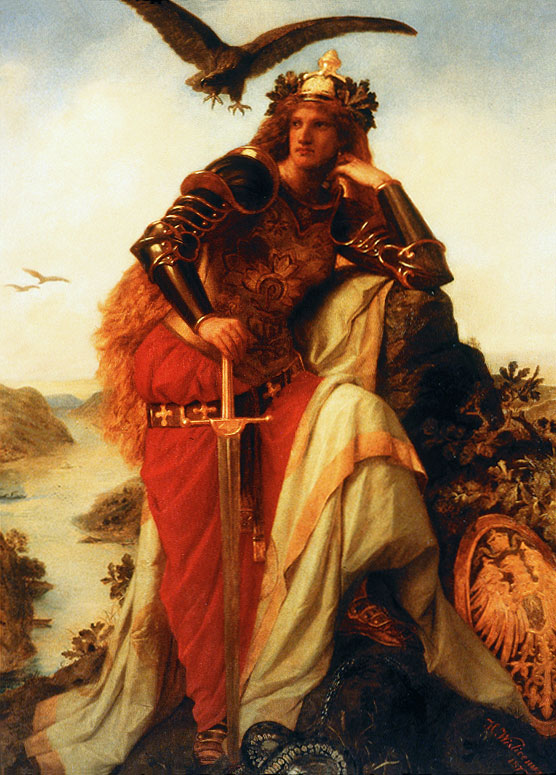
Germânia em guarda no Reno, por Hermann Wislicenus, 1873.

Die Wacht Am Rhein (em português: "A Guarda no Reno") é um hino patriótico alemão. As origens da canção estão enraizadas na rivalidade histórica franco-alemã, e foi particularmente popular na Alemanha durante a Guerra Franco-Prussiana, na Primeira Guerra Mundial e na Segunda Guerra Mundial. O poema original foi escrito por Max Schneckenburger durante a Crise do Reno de 1840, e foi convertida em uma música por Karl Wilhelm em 1854.

## Origens
Os esforços repetidos pelo rei Luís XIV para conquistar o Leste do Rio Reno geraram guerras devastadoras. Os franceses usavam as táticas de terras arrasadas no sudeste alemão, tática essa que foi utilizada com mais intensidade durante as Guerras Napoleônicas, com a fundação da Confederação do Reno em 1806. Nos dois séculos que se passaram entre a Guerra dos Trinta Anos e a derrota de Napoleão, os habitantes alemães sofreram muito com as invasões alemãs.
A derrota e exilo de Napoleão deram descanso para os alemães, porém, durante a Crise do Reno de 1840, o primeiro-ministro francês Adolphe Thiers disse que o Rio Reno deveria "servir como a fronteira natural de seu país". Nikolaus Becker respondeu a estes eventos escrevendo um poema chamado "Rheinlied", onde ele jurava defender o Rio Reno.
O mercante suábio Max Schneckenburger, inspirado pela situação, escreveu o poema "Die Wacht Am Rhein". No poema, um "chamado estrondoso" é feito para todos os alemães defenderem o Rio Reno, para "nenhum inimigo pisar na costa do Reno" (quarta sextilha).
Schneckenburger trabalhou na Restauração Suíça, e seu poema foi transforado em música pela primeira vez em Bern, por J. Mendel e Adolph Methfessel, para o embaixador prussiano von Bunsen. Esta primeira versão não se tornou tão popular. Quando Karl Wilhelm, diretor musical da cidade de Krefeld, recebeu o poema em 1854, ele produziu sua versão com 11 pessoas no dia 11 de Junho, o dia do aniversário de casamento de Prinz Wilhelm von Preussen, que viria a se tornar o imperador alemão Wilhelm I. Esta versão se tornou mais popular durante os eventos de Sängerfest.

## Letra
Abaixo, há a letra completa da música Die Wacht Am Rhein, com as adições feitas em outras versões inclusas.
| Letra em alemão | Versão traduzida |
| --- | --- |
| Es braust ein Ruf wie Donnerhall, wie Schwertgeklirr und Wogenprall: Zum Rhein, zum Rhein, zum deutschen Rhein, wer will des Stromes Hüter sein? | Uma selvagem exclamação salta como o rugido do trovão, Como uma lâmina reluzente ou uma onda na praia, O Reno! O Reno alemão! Quem o guardará quando seus inimigos se unirem? |
| Refrain Lieb Vaterland, magst ruhig sein, lieb Vaterland, magst ruhig sein, Fest steht und treu die Wacht, die Wacht am Rhein!                   | Refrão: Querida Pátria! Não temas, Corações grandes e fiéis vigiam o Reno, Corações grandes e fiéis vigiam o Reno.                                                            |
| Durch Hunderttausend zuckt es schnell, und aller Augen blitzen hell; der Deutsche, bieder, fromm und stark, beschützt die heil'ge Landesmark.    | Através de incontáveis milhares, esse grito ecoa, E relâmpagos brilham em cada olho patriota, E a juventude alemã, devota e corajosa, Protege a sagrada fronteira.            |
| Er blickt hinauf in Himmelsau'n, wo Heldenväter niederschau'n, und schwört mit stolzer Kampfeslust: Du Rhein bleibst deutsch wie meine Brust!    | O fantasma de muitos cavaleiros alemães Nos observa lá do alto azul, E enquanto olhamos para o azul brilhante do Reno, Sentimos que sua correnteza é alemã também!            |
| Solang ein Tropfen Blut noch glüht, noch eine Faust den Degen zieht, und noch ein Arm die Büchse spannt, betritt kein Feind hier deinen Strand!  | Enquanto tivermos sangue para correr, Enquanto pudermos segurar uma arma, Enquanto pudermos brandir uma lâmina, Nenhum inimigo, ó Reno, pisará em tua margem!                 |
| Sextilha adicionada entre a 4ª e a 5ª sextilha, ou entre a 3ª e a 4ª                                                                             | |
| Und ob mein Herz im Tode bricht, wirst du doch drum ein Welscher nicht. Reich, wie an Wasser deine Flut, ist Deutschland ja an Heldenblut!       | Enquanto tivermos sangue para correr, Enquanto pudermos segurar uma arma, Enquanto pudermos brandir uma lâmina, Nenhum inimigo, ó Reno, pisará em tua margem!                 |
| Sexta sextilha | |
| Der Schwur erschallt, die Woge rinnt die Fahnen flattern hoch im Wind: Am Rhein, am Rhein, am deutschen Rhein wir alle wollen Hüter sein.        | Mas se meu coração for detido pela morte, Não busque por mim ajuda estrangeira, Pois assim como o Reno é rico em águas, Assim é nossa terra, rica em sangue heroico!          |
| Sextilha adicional utilizada na Primeira Guerra Mundial                                                                                          | |
| So führe uns, du bist bewährt; In Gottvertrau'n greif' zu dem Schwert! Hoch Wilhelm! Nieder mit der Brut! Und tilg' die Schmach mit Feindesblut! | Lidera-nos com teu valor, Com fé em Deus, brandindo ardor! Viva Wihelm! Abaixo essa corja! Lave a vergonha com o sangue inimigo!                                              |

## Nota
Este artigo foi inicialmente traduzido, total ou parcialmente, do artigo da Wikipédia em inglês cujo título é "Die Wacht Am Rhein''